# Sinfonia n. 7 (Mahler)
La Sinfonia n. 7 in Mi minore di Gustav Mahler fu composta fra il 1904 ed il 1906, ed è in cinque movimenti. Anche per l'organico di questa sinfonia Mahler prevede strumenti inusuali, quali la chitarra, il mandolino, il flicorno tenore (indicato sulla parte come Tenorhorn in B) ed il campanaccio.
Mahler terminò la composizione il 15 agosto 1905, mentre l'orchestrazione fu completata l'anno seguente; successivamente egli mise da parte il lavoro per ultimare l'orchestrazione della Sesta Sinfonia la cui prima esecuzione era fissata per il maggio 1906. La prima esecuzione della Settima ebbe luogo il 19 settembre 1908 al Teatro Nazionale di Praga, in occasione delle celebrazioni del giubileo dell'imperatore Francesco Giuseppe (alla presenza di Alban Berg e Otto Klemperer).

## Registrazioni
- Leonard Bernstein, New York Philharmonic, Sony Classical Bernstein Century Edition SMK60564
- Klaus Tennstedt, London Philharmonic Orchestra, BBC Legends BBCL4224-2
- Claudio Abbado, Chicago Symphony Orchestra, DG Masters 445 513-2GMA
- Valerij Abisalovič Gergiev, Orchestra Sinfonica di Londra, LSO Live LSO0665